# Madonna di Port Lligat (Dalí Tokyo)
La Madonna di Port Lligat è un dipinto realizzato da Salvador Dalí nel 1950. Di questo soggetto esiste un'altra opera omonima del 1949.

## Descrizione
Nel quadro sono presenti elementi che ritroviamo spesso in Dalí, come la figura di Gala, sua moglie e musa nella vita reale che impersona la Madonna, la baia di Port Lligat (suo paese natale), il pesce, la conchiglia, il pezzo di sughero attaccato al chiodo.
Gli elementi presenti nel quadro non sono moltissimi ma danno una sensazione di pienezza. Sono però di ardua interpretazione. Dalí non ha dato spiegazioni riguardo alle sue opere se non in rarissime occasioni. Il quadro si presenta in modo alquanto originale: un sipario, visibile negli angoli alti e composto da due tende di differente colore, è quasi totalmente aperto, come per dire che lo spettacolo sta per avere inizio.
Al centro troviamo la Madonna, elemento principale, con in grembo un bimbo, frutto del suo amore e di quello di Dio. La figura è sospesa, come la quasi totalità degli elementi presenti. Si ha l'idea di un'istantanea ma allo stesso tempo anche di un dolce movimento infinito. Nel ventre della Vergine e in quello dell'infante convergono tutte le linee di prospettiva, al fine di puntarvi lo sguardo dell'osservatore.
Il quadro può essere suddiviso in piani orizzontali, verticali e di profondità. Quelli orizzontali sono composti da tre sezioni:
- sezione inferiore, composta dall'altare e dal mare sottostante.
- sezione centrale, delimitata tra l'altare e l'orizzonte e nella quale si trova la Madonna in trono.
- sezione superiore, composta dalle colonne, dalla volta, dalla conchiglia, dal cielo e dalle tende.

I piani verticali sono invece due, delimitati da una linea ideale che divide l'opera in altrettanti parti speculari. Questa parte dal cordino che sostiene l'uovo, passa per la spiga di grano, nelle rose sottostanti, nella sfera e termina nella vongola.
Anche i piani di profondità, come quelli orizzontali, sono tre:
- I piano, dove si trova l'altare.
- II piano, dove si trovano la madonna e le colonne.
- III piano, dove si trova il paesaggio.

La luce proviene dall'angolo in alto a sinistra. Ciò si può intuire dalle ombre degli oggetti e dei personaggi. Questa luce, che rende il panneggio del vestito plastico e il viso della Madonna luminoso, crea un'atmosfera surreale di tempo sospeso.
Al centro del dipinto troviamo la Madonna che, come detto in precedenza, è il soggetto del quadro. Essa ha nella zona del seno e del ventre un foro fortemente evidenziato da una cornice che la attraversa, lasciandoci vedere lo sfondo del quadro.
La figura femminile ha il capo leggermente chino verso sinistra e le mani giunte in preghiera per venerare il Bimbo. La posizione delle mani della Madonna, oltre alla preghiera, suggeriscono anche un gesto di protezione nei confronti del Bimbo. Quest'ultimo, biondo e con gli azzurri, riprende un ideale di bellezza nordica.
Sotto troviamo un uovo appeso tramite un filo alla conchiglia, che cita la Pala di Brera di Piero della Francesca. È il simbolo della nascita; è l'elemento dentro cui la materia prende vita. Ha il significato di cosmo e del principio fondatore che l'ha generato.
Nello stesso piano di profondità, sotto l'uovo troviamo due mezze colonne con capitelli, sormontate da un arco spezzato. Sopra questo vi è la conchiglia che sembra avere la funzione di cupola. L'intonaco delle colonne è rovinato, mostrando così la muratura interna: il primo è liscio, perfetto, mentre le altre sono irregolari e nude.
Il dipinto è ricco di sfumature, tranne nel caso delle zone intonacate della volta e delle colonne in alto dove il chiaroscuro è molto meno evidente. Lo sfondo e il cielo tendono a passare da un colore a un altro. Invece ogni elemento in primo piano del quadro è sì sfumato, ma ha un suo colore e lo mantiene: le colonne basse sono marroni, il pesce è sul grigio, il vestito di Gala è un bianco “sporco”. Dividendo idealmente il quadro in tre bande orizzontali si ha una contrapposizione tra due parti relativamente più scure (quelle alte e basse) che man mano si schiariscono verso quella centrale, in cui si trovano tra l'altro i due soggetti principali.